# Grünhut Ármin
Grünhut Ármin (Búrszentmiklós, 1873. január 15. – Budapest, 1941. november 30.) ügyvéd, jogi író.

## Élete
Grünhut Bernát és Weinwurm Rozália gyermekeként született. Középiskolai tanulmányait szakolcai és pozsonyi gimnáziumokban végezte. A Budapesti Tudományegyetemen tanult és miután jogi doktorátust és ügyvédi vizsgát tett, a fővárosban helyezkedett el ügyvédként. 1913-ban az Ügyvédi Vizsgáló Bizottság tagja lett. 1919-ben az Ügyvédi Kamara választmányának tagja, 1920–21-től kezdve két évtizeden át ügyésze, az új ügyvédi rendtartás életbelépése után pedig első főügyésze lett. Különböző jogi folyóiratokban jelentek meg tanulmányait: írt az ügyvédséget érintő minden fontosabb kérdésről és a büntetőjog problémáiról. Felelős szerkesztője volt az Ügyvédek Lapjának. A budapesti Ügyvédi Kamara megbízásából a Tanácsköztársaságot követő időkben azokat a felterjesztéseket szerkesztette, amelyek a közszabadságok visszaállítására és a sajtószabadságra vonatkozóan az ügyvédség véleményét fejezték ki. 1928-ban az ügyvédi pályán kifejtett érdemes tevékenysége elismeréséül kormányfőtanácsosi címet kapott. Tagja volt a Magyar zsidó lexikon elnöki tanácsának.
A Kozma utcai izraelita temetőben helyezték végső nyugalomra (5-3-33).

## Családja
Felesége Weinwurm Jozefin (1881–1964) volt, Weinwurm Lipót és Wasserfogel Berta lánya.
Gyermekei
- Grünhut Lívia, Lili (1903–?). Férje Kelemen Pál (1892–1949) ügyvéd volt.[5]
- Grünhut Jenő (1905–?)